# Макленнан, Дэнни
Дэ́нни Макле́ннан (англ. Danny McLennan; 5 мая 1925 года, Стерлинг, Шотландия — 11 мая 2004 года, Крейл, Шотландия) — шотландский футболист и тренер.

## Карьера
Макленнан начал играть в футбол после войны в «Рейнджерс». Не пробившись в первую команду, Макленнан позднее перешёл в «Фалкирк». Бо́льшую часть карьеры он провел в клубе «Ист Файф», с которым трижды побеждал в Кубке шотландской лиги.
Завершил свои выступления Макленнан в английской команде «Бервик Рейнджерс». В ней он занимал должность играющего тренера. Поработав с коллективами из низших лиг, специалист переключился на национальные сборные. Он поднимал футбол во многих регионах мира. Всего шотландец руководил национальными командами Филиппин, Маврикия, Родезии, Ирана, Бахрейна, Ирака, Малави, Иордании, Ливии и Фиджи.
Со сборной Родезии он не смог пройти квалификацию на чемпионат мира 1970 года (стыковые матчи со сборной Австралии). Со сборной Малави ездил на Кубок африканских наций 1984.
Макленнан тренировал до 75 лет. Последним клубом в карьере специалиста был индийский «Чёрчилль Бразерс», с которым он завоевывал медали местного чемпионата.
Жена Дэнни, Рут Макленнан, была оперной певицей, чемпионкой Родезии и Иордании по теннису.

## Достижения

### Футболиста
- Обладатель Кубка шотландской лиги (3): 1948, 1950, 1954
- Финалист Кубка Шотландии: 1950

### Тренера
- Финалист Кубка наций Персидского залива: 1976
- Серебряный призёр Чемпионата Индии: 1999/2000
- Бронзовый призёр Чемпионата Индии: 1998/99